# Juan Le Maingre

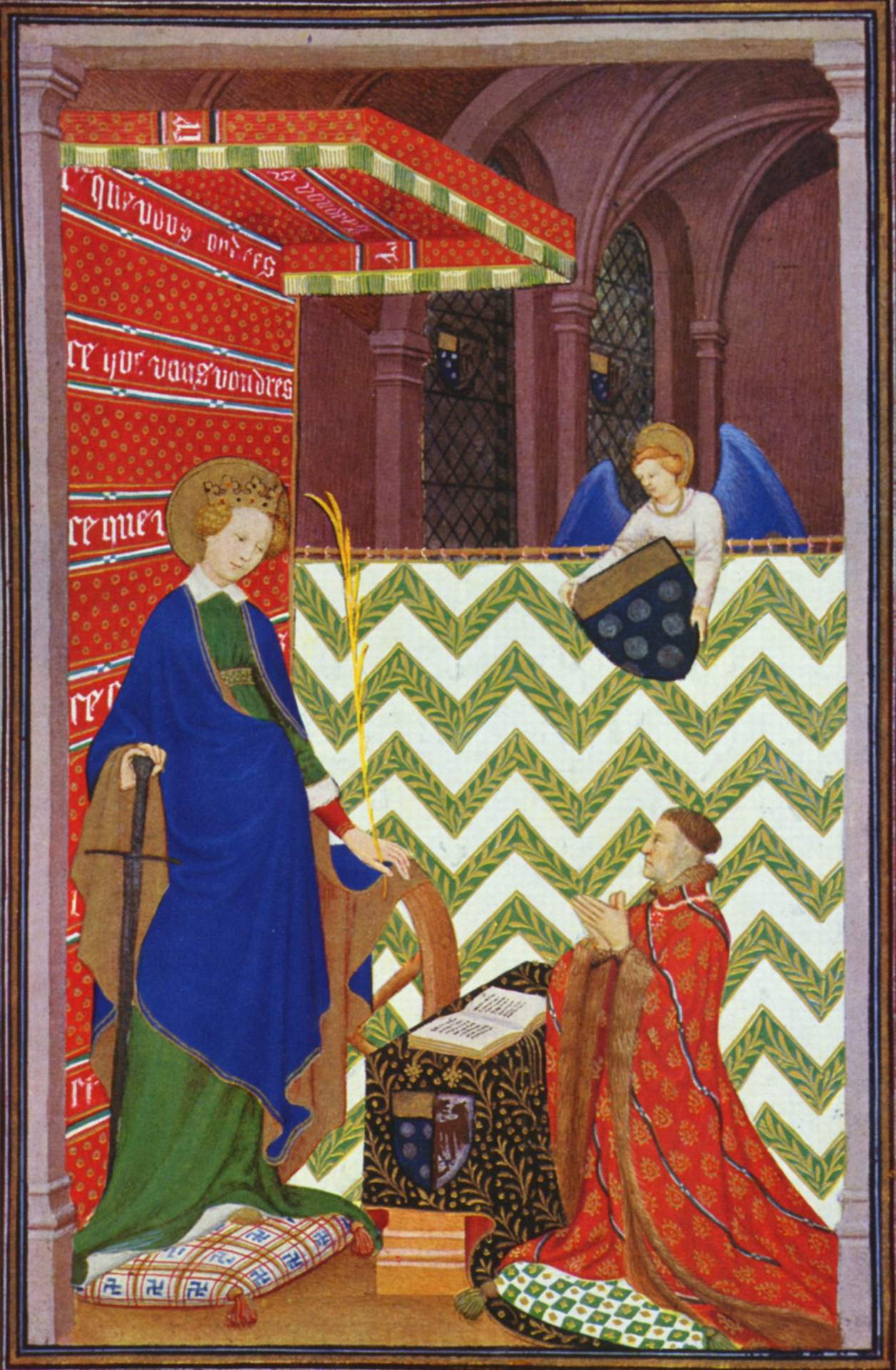
Boucicaut arrodillado ante Santa Catalina, Libro de Horas de Juan Boucicaut.

Escudo de armas de Juan II Le Meingre.

Juan Le Maingre ("Boucicaut") fue un mariscal de los ejércitos de Francia bajo Carlos VI junto con el condestable Carlos de Albret. A pesar de su buen planteamiento táctico de la Batalla de Agincourt, fracasó en su empeño por la continua interferencia de un triunvirato de nobles conducidos por el duque Juan Sin Miedo. Fue uno de los mejores generales franceses de la guerra de los Cien Años. No sólo fue Gran Mariscal de Francia sino también Gran Condestable del Emperador de Constantinopla.

## Antecedentes
Boucicault había nacido en 1366 e ingresado al servicio de Carlos VI como paje. Era hijo del también mariscal Juan I y hermano de Godofredo Boucicault, que en 1398 tomaría Aviñón después de un prolongado asedio contra el papa aragonés Benedicto XIII en el contexto del Cisma de Occidente.

## Carrera militar
Boucicault combatió desde muy pequeño. A los 12 años sirvió con el duque Luis II de Borbón en la conquista de Normandía y a los 16 fue nombrado caballero por su valor militar.
Comandó la tropa que apoyó a los Caballeros Teutónicos en la guerra contra el paganismo, luchó en la Reconquista Española en el bando cristiano y fue nombrado Mariscal de Francia en 1391.
En la cruzada contra los otomanos fue derrotado (ver: Batalla de Nicópolis) y en 1401 recibió la gobernación de Génova.

## Boucicault en Agincourt
Una vez vuelto a Francia, Boucicault no pudo evitar verse envuelto en la discordia entre Borgoña y Orleans. Al recibir el comando de las fuerzas francesas junto a Carlos d'Albret para combatir a las tropas inglesas en Agincourt, recibieron órdenes de obedecer a un triunvirato de duques enfrentados entre sí por la misma disputa, lo que a la postre llevó a los franceses a una espantosa derrota.
Junto a d'Albret, Boucicault comandó la vanguardia principal del ataque francés y se confundió con los ingleses en una salvaje lucha cuerpo a cuerpo. En estas circunstancias fue capturado y, llevado por la fuerza a Inglaterra, murió en su celda de Yorkshire en 1421.